# Trichomonas tenax

## Sinonímia
Trichomonas buccalis.

## Morfologia
Protozoário de forma elipsoidal ou ovóide possui quatro flagelos anteriores e um posterior, o recorrente, os quais juntamente com a membrana ondulante conferem a sua mobilidade. Não apresenta fase cística e possui núcleo eucariótico com membrana limitante, assim como ribossomos, complexo reticular de Golgi , vacúolos, lisossomos, hidrogenosomas em seu citoplasma, sendo as últimas organelas mencionadas de suma importância para o metabolismo anaeróbico da espécie.

## Biologia
É um ser anaeróbio facultativo e se reproduz (principalmente) assexuadamente por divisão binária no sentido do eixo longitudinal.
A temperatura ideal para seu crescimento varia de 31°C a 37°C e o pH ideal para o seu desenvolvimento varia entre 7,0 e 7,5.
Além do homem, outros animais como macacos, cães e gatos podem ser hospedeiros naturais do T. tenax, se alojando em suas cavidades bucais como microorganismo comensal. Tal microorganismo habita o cálculo dental, fazendo parte da microbiota que compõe a placa bacteriana subgengival.
Alimentam-se de bactérias e de detritos orgânicos.

## Patologia
A detecção da presença do T. tenax na cavidade bucal é indicio de uma higienização bucal precária, sua incidência é significativamente maior (de três a quatro vezes) em indivíduos com problemas periodontais. Segundo relatórios publicados vale também ressaltar que pessoas portadoras de GUNA (gengivite úlcero-necrosante) possuem incidência variada entre 12 e 32% em relação aos pacientes estudados.
Apesar de essa espécie ser considerada não patogênica, pesquisadores da Europa oriental relataram infecções respiratórias e abscessos torácicos, atribuídos a esse protozoário.

## Transmissão
É direta através da saliva, spray de gotículas, beijos, uso de pratos contaminados ou água potável.

## Profilaxia e controle
Higiene oral adequada, tratamento de cáries e focos inflamatórios.